# Pomaderris adnata
Pomaderris adnata är en brakvedsväxtart som beskrevs av Neville Grant Walsh och F. Coates. Pomaderris adnata ingår i släktet Pomaderris och familjen brakvedsväxter. Inga underarter finns listade i Catalogue of Life.